# Порт-Радиум
Порт-Радиум (англ. Port Radium, прежнее название Камерон-Бей, англ. Cameron Bay) — покинутый населённый пункт у Большого Медвежьего озера на Северо-Западных территориях (Канада). Возник в 1932 году как горняцкий посёлок и пресноводный порт при радиевых рудниках, впоследствии обслуживал урановые и серебряные рудники в этом же регионе. Пик населения в 1935 году — более 350 человек.

## История
Наиболее древние следы человеческого пребывания в районе Порт-Радиума датируются 7,5—6,5 тысячи лет назад. Населявшие регион индейцы дене до прихода европейцев вели полукочевой образ жизни, разбивая лагеря в разных местах на побережье Большого Медвежьего озера и занимаясь охотой и рыбной ловлей. Первые европейские торговцы достигли озера в конце 1700-х годов, и в 1799 году французы основали на его западном берегу факторию для торговли пушниной.
После перехода Северо-Западных территорий под суверенитет Канады федеральное правительство поощряло геологические изыскания в этом регионе; первоначальной целью были богатые залежи медной руды, и Большое Медвежье озеро представляло собой удобный путь к реке Коппермайн. К концу 1920-х годов получила развитие геологическая разведка с использованием самолётов; в процессе одной из таких экспедиций в 1929 году предприниматель Гилберт Лабин (англ. Gilbert Labine) обнаружил на побережье восточного рукава озера (Мактавиш-Арм) геологические формации, свидетельствующие о наличии кобальта и, потенциально, серебра. В 1930 году было подтверждено наличие в этом районе питчблендовых руд, представляющих собой сырьё для добычи радия.
После подтверждения экономического потенциала находок Лабина правительство Канады предприняло шаги по привлечению в этот район частных горнодобывающих компаний. Туда же в начале 1932 года устремились одиночные добытчики, и к лету того же года было зарегистрировано более 1000 заявок на разработку участков на 35-мильном отрезке от Лабин-Пойнта до Хантер-Бея к северу от него. Связь с посёлком горняков на северном берегу залива Камерон поддерживалась по свободным ото льда рекам на небольших грузовых судах, для приёма которых был оборудован речной порт. Позже Камерон-Бей начал принимать также гидросамолёты.

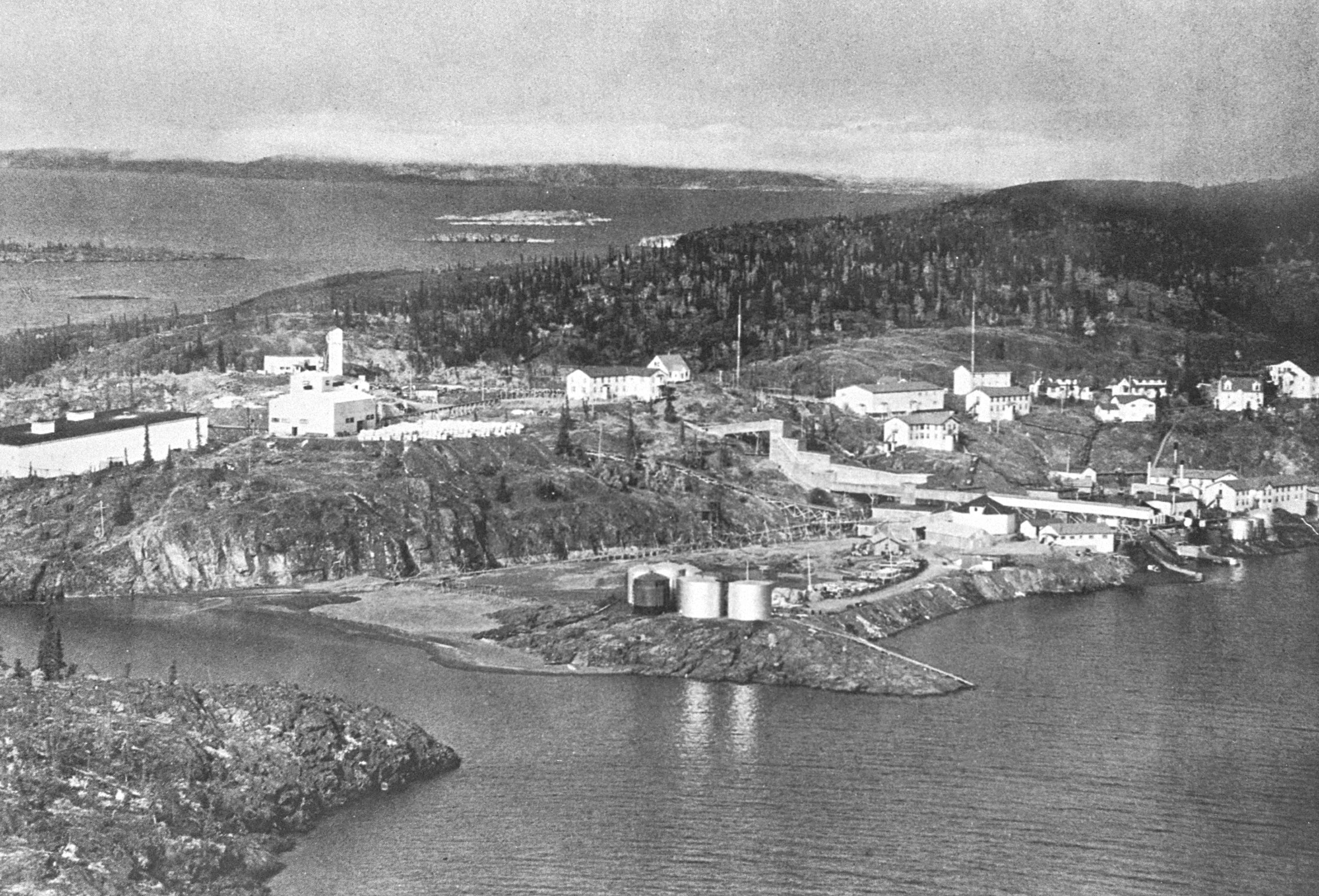
Вид с воздуха, 1930-е годы

Весной и летом 1932 года в Камерон-Бее появились представители правительства, включая чиновника-регистратора и представителей Королевской канадской конной полиции; открылось также отделение Почты Канады, работавшее до 1937 года (официальное название почтового офиса сменилось с «Грейт-Бер-Лейк» в 1932 году на «Камерон-Бей» в 1933-м и «Порт-Радиум» осенью 1937-го). С 1933 по 1935 год в посёлке был постоянно практикующий врач, после чего жителям приходилось обращаться в клинику на руднике «Эльдорадо». Помимо непосредственно добычи полезных ископаемых, в посёлке работали также другие предприятия, включая лесопилки. В первую зиму существования, между 1932 и 1933 годом, в Камерон-Бее зимовали семь семей. Весной 1933 года в посёлке насчитывалось 120 жителей и 20 зданий, включая 3 магазина. Хотя состав населения постоянно менялся, оно продолжало расти и в 1934 году на трёх рудниках и в посёлке проживало более 350 человек. В январе 1935 года в посёлке было зарегистрировано рождение первого ребёнка не в семье коренного населения.
Добыча полезных ископаемых в районе залива Камерон велась до 1940 года, когда последний и самый крупный рудник, «Эльдорадо», закрылся в связи с истощением запасов радия. Падение объёмов добычи к этому времени уже привело к большому оттоку населения, превратившему Порт-Радиум в «город-призрак». Правительственный регистратор покинул посёлок уже в 1936 году, после чего его обязанности выполнял служащий конной полиции. К 1938 году посёлок покинули большинство жителей, большинство остававшихся составляли служащие — представители полиции и Компании Гудзонова залива и радист. Согласно переписи населения 1941 года, в Порт-Радиуме проживали 9 человек.

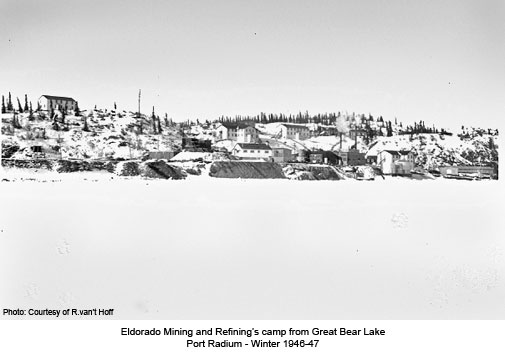
Порт-Радиум зимой 1946—1947

В 1942 году рудники в районе Порт-Радиума были заново открыты с целью добычи урана, военный потенциал которого стал понятен к этому времени. Залежи урана на руднике «Эльдорадо» были самыми богатыми из разведанных к этому времени в Северной Америке и в этом качестве представляли стратегический интерес для США. Добыча урана на «Эльдорадо» продолжалась до 1960 года, и в этот период рудник был практически монополистом добычи этого металла в Северной Америке. Хотя посёлок 1930-х годов оставался в основном заброшенным, название «Порт-Радиум» в это время снова начали использовать для обозначения комплекса государственных служб, базой которому служил рудник. Согласно переписи населения 1951 года, население Порт-Радиума снова превышало 300 человек.
В дальнейшем профиль рудника «Эльдорадо» сменился ещё раз: с 1964 по 1982 год на нём добывали серебряную руду; добычей занималась компания Echo Bay Mines. Перепись населения Канады указывает, что в это время в Порт-Радиуме насчитывалось 56 жителей.
После окончательного закрытия рудника в 1982 году велось обсуждение способов минимизации экологического ущерба, нанесённого за годы добычи. Среди экологических проблем отмечались повышенное содержание металлов в почве и поверхностных водах, а также впитавшиеся в почву остатки топлива. С 2005 по 2013 год велись работы по устранению ущерба и приведению экологической обстановки в окрестностях рудника (включая близлежащую туристическую стоянку Глейшер-Бей) к установленным стандартам. На месте бывшего горняцкого посёлка вплоть до 2000-х годов действовали туристические базы, клиентами которых в частности были любители спортивной рыбной ловли.